# 徳川家継
- 徳川 家継
- 德川 家繼

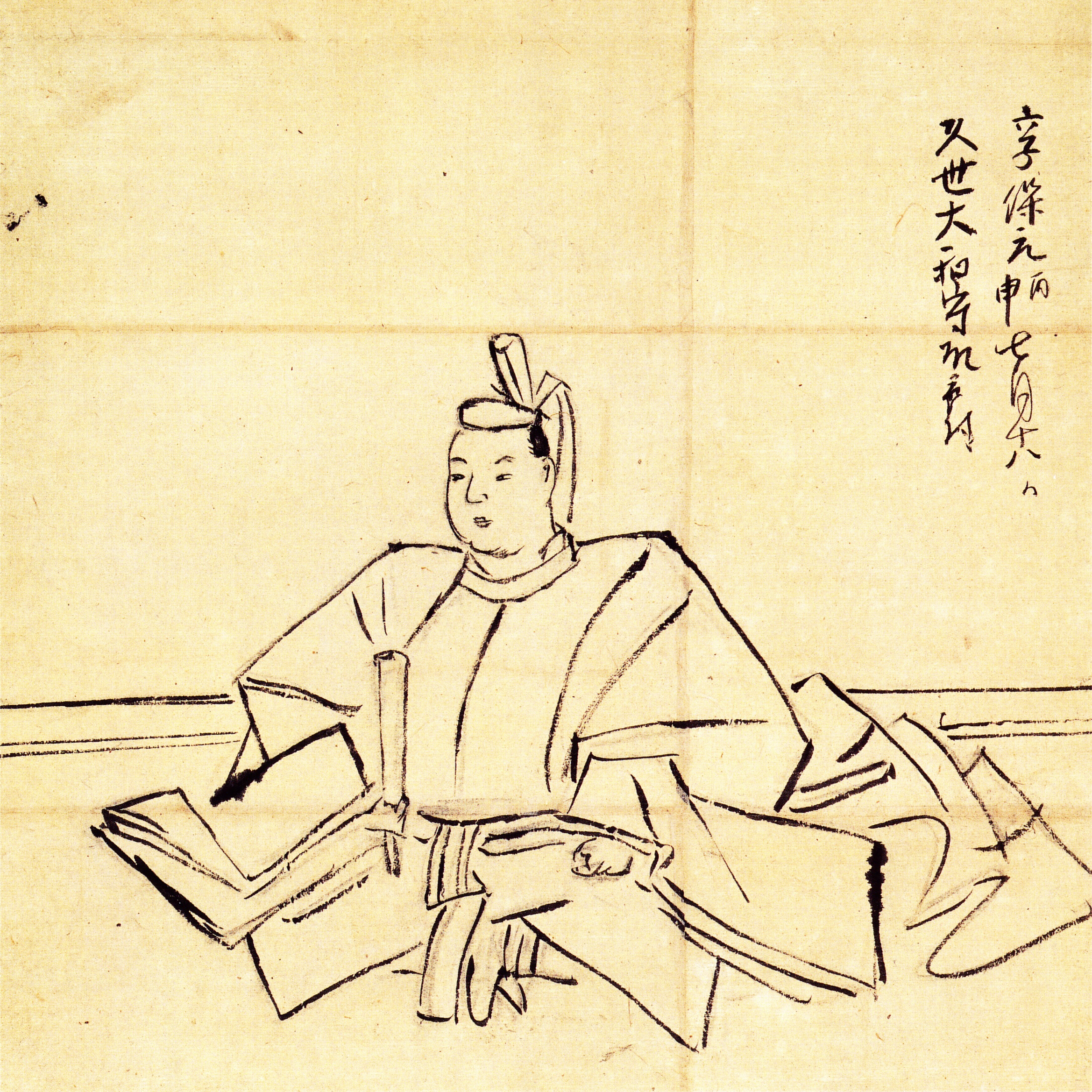
徳川家継像（德川記念財団蔵）

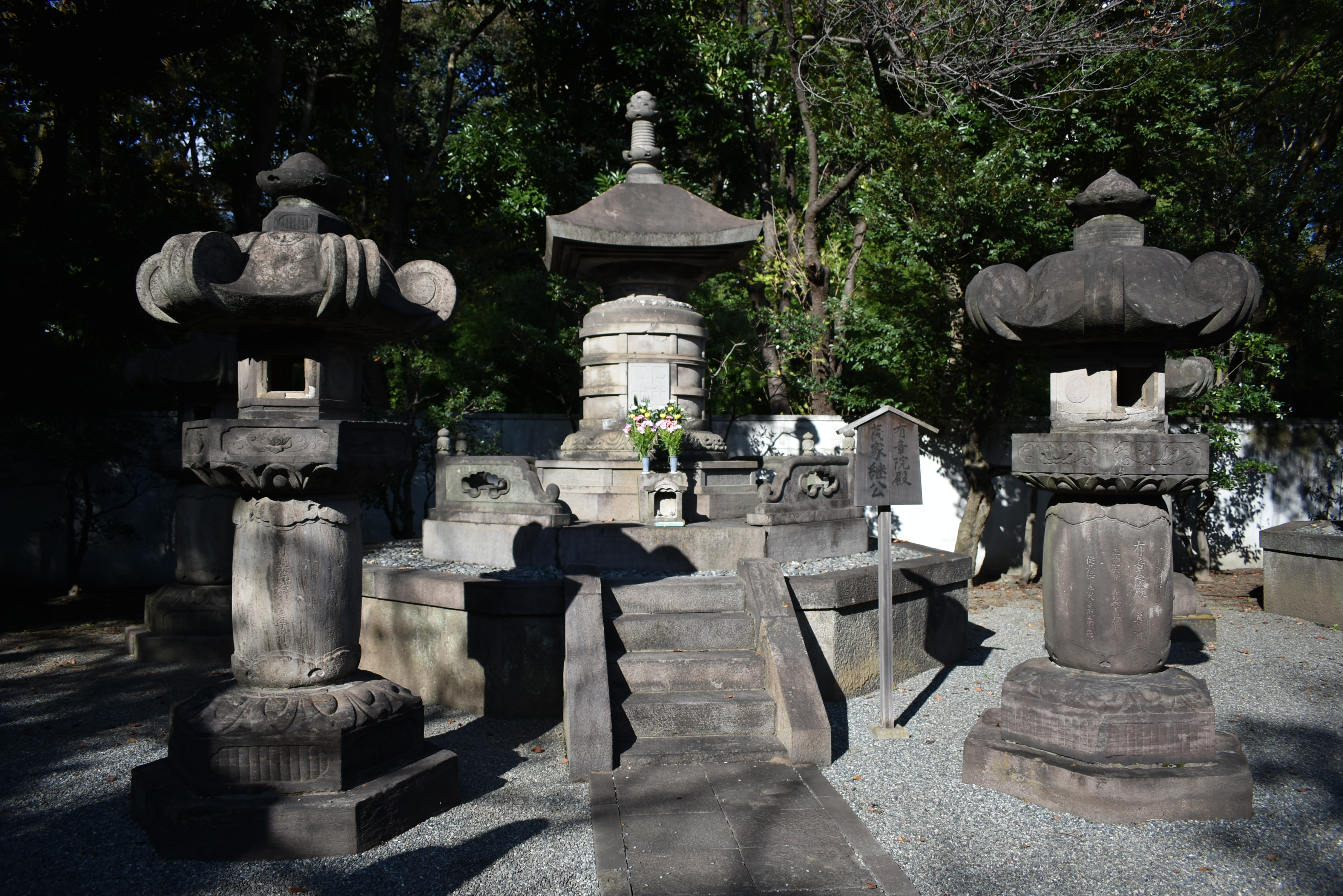
東京都港区芝公園の増上寺にある家継の宝塔（2019年11月4日撮影）

徳川 家継（とくがわ いえつぐ）は、江戸幕府の第7代将軍（在任：1713年 - 1716年）。
江戸幕府の歴代将軍の中で最年少で任官し
、また史上最年少で死去した征夷大将軍である。

## 生涯

### 将軍になるまで
宝永6年（1709年）7月3日、第6代将軍・徳川家宣の四男として江戸城西ノ丸で生まれる。母は側室・於喜世之方（勝田氏）。童名は世良田鍋松。同年12月4日、本丸へ移る。
家宣の子は病弱で、正室・近衛熙子（天英院）との間に生まれた豊姫は天和元年（1681年）に早世し、宝永4年（1707年）に側室・おこうの方との間に生まれた家千代も2か月で早世し、宝永5年（1708年）に生まれた大五郎も宝永7年（1710年）8月に早世した。正徳元年（1711年）にお須免の方との間に生まれた虎吉も早世し、鍋松だけが生き残った。
正徳2年（1712年）、父・家宣が病に倒れた。同年9月23日、家宣は新井白石と間部詮房を呼び寄せて、「次期将軍は尾張の徳川吉通にせよ。鍋松の処遇は吉通に任せよ」と「鍋松を将軍にして、吉通を鍋松の世子として政務を代行せよ」の2案を遺言したと『折たく柴の記』には記されている。そして家宣が死去すると白石は「吉通公を将軍に迎えたら、尾張からやって来る家臣と幕臣との間で争いが起こり、諸大名を巻き込んでの天下騒乱になりかねぬ。鍋松君を将軍として我らが後見すれば、少なくとも争いが起こることはない」として、鍋松の擁立を推進した。これに対して、幕閣の間では「鍋松君は幼少であり、もし継嗣無く亡くなられたらどうするおつもりか」という反対意見もあったが、白石は「そのときは、それこそ御三家の吉通公を迎えればよい」と説得したという。また一説に家宣が、「鍋松の成長が見込めなかった場合は、吉通の子・五郎太か徳川吉宗の嫡男・長福丸を養子として、吉通か吉宗に後見させよ」と遺言したという。
同年10月14日、家宣が死去した。
徳川将軍家の慣例では、将軍家の世子は父である将軍から名字書出を受けて元服して、朝廷から大納言に任じられた後に将軍を継ぐことになっていた。ところが、鍋松が元服を済ませる前に父である家宣が亡くなってしまった。元服の際に名字書出を行って諱を定めるのは上位者の行為であり、徳川将軍家の世子である鍋松に対して諱を与えられる者がいなくなってしまった。そのため、幕府はその役目を担う人物を朝廷に求めた。そこで当時院政を行っていた霊元上皇が名字書出を行うことになった（当時の中御門天皇も13歳と幼かった）。幕府の要請を受けた上皇は12月12日に京都所司代・松平信庸に対して「家継」の名字書出を記した宸翰を授けた。宸翰と位記は21日に江戸に到着し、23日に江戸城の御座間に安置された。家継は徳川将軍唯一の朝廷（院）から諱を与えられた将軍となった。
正徳2年（1712年）12月25日、従二位権大納言に叙任、家継と称した。
正徳3年（1713年）3月25日、江戸城に勅使と院使を迎え、大老・井伊直該を烏帽子親として元服の儀式を行った。この際に霊元上皇は烏帽子を、中御門天皇は冠を家継に贈っている。同年4月2日、家継は将軍宣下を受けて第7代将軍に就任した。また、正二位内大臣・右近衛大将となり、淳和奨学両院別当・源氏長者となった。

### 側近政治
家継は詮房や白石とともに、家宣の遺志を継ぎ、正徳の改革を続行した。この間、幕政は幼少の家継に代わって生母・月光院や側用人の詮房、顧問格だった白石らが主導している。幼少である将軍の身の回りの世話をするため、元来大奥に限定された女性の行動圏が、この頃は中奥御座之間周辺まで拡大した。真偽はともかくとして、若く美しい未亡人だった月光院と独身の詮房の間には醜聞の風評が絶えず（『三王外記』）、正徳4年（1714年）には大奥を舞台とした江島生島事件が起こっている。
家継自身は白石より帝王学の教育を受け、白石も利発で聞分けが良いとその才覚を認めていた。しかし幕政においては白石と詮房は次第に幕閣老中たちの巻き返しに押され気味となり、政局運営はなかなか思うようにはいかなくなっていった。これは正徳の治がそもそも家宣の信任により後押しされていたに過ぎず、家宣が死去したことで成り上がりに過ぎない詮房、白石には全く力となる親族も閨閥も無く、家継の生母の月光院にしても成り上がりで強力な後ろ盾は無かったので、周囲から押されだしたのである。家継の時代になると大久保忠増（1713年）、秋元喬知（1714年）らが病死し、井伊直興が大老職を辞任したので、久世重之、松平信庸、戸田忠真らが新たに幕閣として加わっていた。これら全ての幕閣が白石や詮房らと敵対していたわけではないが、林信篤や旗本らからも評判が悪かったのは事実らしい。家宣の遺命で家継の後事を託されていたこともあり、老中らは正面から詮房や白石らと敵対していたわけではないが、非協力的あるいはサボタージュの戦術に出た。そのため、詮房が出席する日は小さな事件のみを扱って大事件の審理はできるだけ避けたり、その件について後日に詮房から尋ねられても答えられないような状態だったという。白石はこのような状況により、家宣の時代のように進んで意見を具申するようなことは無くなり、たまたま要請を受けて進言しても、時世に合わない、という理由で却下されることが多かったという。しかし、詮房と白石も家宣から遺命を受けている以上、こうした状況を黙視するわけにもいかず、詮房と白石は江戸城に詰め切って、老中ら反対勢力に対しても宿直制を厳重に守るように進言するなどの対抗策に出た。ただし、幼児の家継が幸いにも詮房を敬愛したので、家宣の時代から将軍権力を背景とする詮房や白石の立場は侮れず、正徳の治は続けられることになったのである。
正徳6年（1716年）1月、霊元天皇の3歳の皇女・八十宮と縁組した。
家宣の存命中から天英院（近衛熙子）の弟・近衛家煕（摂政・関白・太政大臣を歴任）の娘である尚子との婚約を内々に決めていたが、家継よりも7歳も年上の尚子との年齢差を気にかけた天英院と家煕は、尚子を中御門天皇に入内させて女御にすることで事実上の婚約破棄を行った。尚子に代わる御台所の候補を求めた天英院と月光院は幼少の将軍の立場を強化するため、「家継」の名付け親でもある法皇の皇女を迎えようと考えて幕府を通じて交渉した。法皇もこの要請を受け入れて、正式に婚約をすることになったが、思わぬ形で皇女降嫁の話は立ち消えになってしまうことになった。

### 夭折
正徳6年（1716年）4月30日、死去した。8歳（満6歳没）。増上寺に葬られた。
同年5月25日、正一位太政大臣を追贈された。法名は有章院殿贈正一位大相国公。
死因は風邪の悪化による急性肺炎とされる。

## 死後の動向
家継の死により、家宣の血筋は途絶えた。当初は、尾張藩主で家継からも「継」の字の授与を受けていた徳川継友が間部詮房や新井白石らに支持されており第8代将軍の最有力候補であったが、結果として大奥（家宣の正室・天英院や家継生母・月光院など）や、反詮房・反新井の幕臣達の支持も得た紀州藩主の徳川吉宗（就任当時33歳）が第8代将軍に迎えられた。吉宗は家継からみてはとこ大おじ（祖父・綱重とはとこの関係）にあたる。

## 人物・逸話
- 「生来聡明にして、父家宣に似て仁慈の心あり。立居振舞いも閑雅なり」とある（『徳川実紀』収録の『兼山秘策』）。國學院大學大学院講師・宮崎道生は僅か8歳で夭死したのだからその人となりを伝えるものは少ないが、家宣の遺命で詮房と白石に支えられ、教育熱心で学問好きだった月光院などに囲まれてから成長したことから、「暗君であるはずはない」と評している。家継の時代は守成的な性格のもので、詮房と白石の補佐によりこれという失政もなく、また大名間に動揺もなく無事に経過することができ、家宣の遺託を受けて無事に経過することができた。また、宮崎は家継の代において特筆すべきは、「白石により不朽の名作が多数生まれた」ことであり、これらが優れた文化遺産として後世に伝わったことが大きいとしている[9][10]。
- 家継の埋葬された増上寺で徳川将軍家の墓地が改葬された際にこれに立ち会い、被葬者の遺骨の調査を行った鈴木尚の著書『骨は語る 徳川将軍・大名家の人びと』によれば、家継の棺を開けた時、長年の雨水が棺の中に入り込み、骨を分解し流し去ったためか家継の遺骨は存在せず、家継のものと思われる遺髪と爪、及び刀等の遺品があったのみだった。家継の血液型はA型であった。

## 偏諱を受けた人物
- 徳川継友（尾張徳川家）
- 黒田継高
- 池田継政
- 島津継豊[11]

## 関連作品
テレビドラマ
- 大奥（1983年、演：小野隆）
- 八代将軍吉宗（1995年、演：中村梅枝）
- 忠臣蔵の恋〜四十八人目の忠臣〜（2017年、NHK)

映画
- 大奥（2006年、演：澁谷武尊）

漫画
- よしながふみ『大奥』（白泉社）